# Robyn Blackwood
Robyn Anne Aileen Brownlee, besser bekannt als Robyn Blackwood, (* 22. April 1958 in Hamilton) ist eine ehemalige neuseeländische Squashspielerin.

## Karriere
Robyn Blackwood nahm mit der neuseeländischen Nationalmannschaft 1981, 1983 und 1985 an der Weltmeisterschaft teil. Nach zwei dritten Plätzen 1981 und 1983 zog die Mannschaft 1985 ins Finale der Weltmeisterschaft ein. Blackwood unterlag in der zweiten Partie der Begegnung gegen England gegen Lucy Soutter, auch das Gesamtergebnis endete 2:1 zugunsten Englands. Im Anschluss an dieses Turnier beendete sie ihre Profikarriere. Im Einzel stand sie von 1981 bis 1985 dreimal in Folge im Hauptfeld der Weltmeisterschaft. Ihr bestes Resultat erzielte sie 1983 mit dem Einzug ins Achtelfinale. Die höchste Platzierung in der Weltrangliste erreichte sie mit Rang drei im Jahr 1983. 1982 gewann sie die neuseeländische Landesmeisterschaft gegen Susan Devoy, in den Jahren 1980, 1983 und 1985 stand sie zudem im Finale der Landesmeisterschaften. Ebenfalls 1982 gewann sie die New Zealand Open und schloss das Jahr auf Rang 1 der nationalen Rangliste ab.
Blackwood gehörte zu den Gründungsmitgliedern der im Februar 1984 geformten Spielergewerkschaft der Damen, der Women’s Squash Players Association, und übernahm als erste Spielerin deren Vorsitz. Sie ist seit 1986 mit Bruce Brownlee verheiratet, einem ehemaligen Squashspieler, und hat mit ihm drei Kinder. Ihr Bruder Craig Blackwood, der den größten Teil ihrer Karriere auch ihr Trainer war, war ebenfalls ein erfolgreicher Squashspieler. 2013 wurde sie in die New Zealand Squash Hall of Fame aufgenommen. Nach ihrer Karriere arbeitete Blackwood als stellvertretende Direktorin des Whangaparaoa College.

## Erfolge
- Vizeweltmeister mit der Mannschaft: 1985
- Neuseeländischer Meister: 1982